# Ванне-Айккель

Герб Ванне-Айкеля

Ванне-Айккель, Ванне-Эйккель (нем. Wanne Eickel) — часть города Херне, в прошлом — городской округ, еще ранее самостоятельный город в немецкой земле Северный Рейн-Вестфалия. Находится в северной части Рурской области. Наибольшая численность населения была здесь зарегистрирована на 1 января 1966 года, когда в городе проживали 109.502 человека. В 1965 году плотность населения в этом городе была самой высокой в Германии: 5.100 чел./км². Перед административным слиянием Ванне-Айккеля с Херне, на 1 января 1975 года численность населения Ванне-Айккеля составляло 92 472 человека.

## История

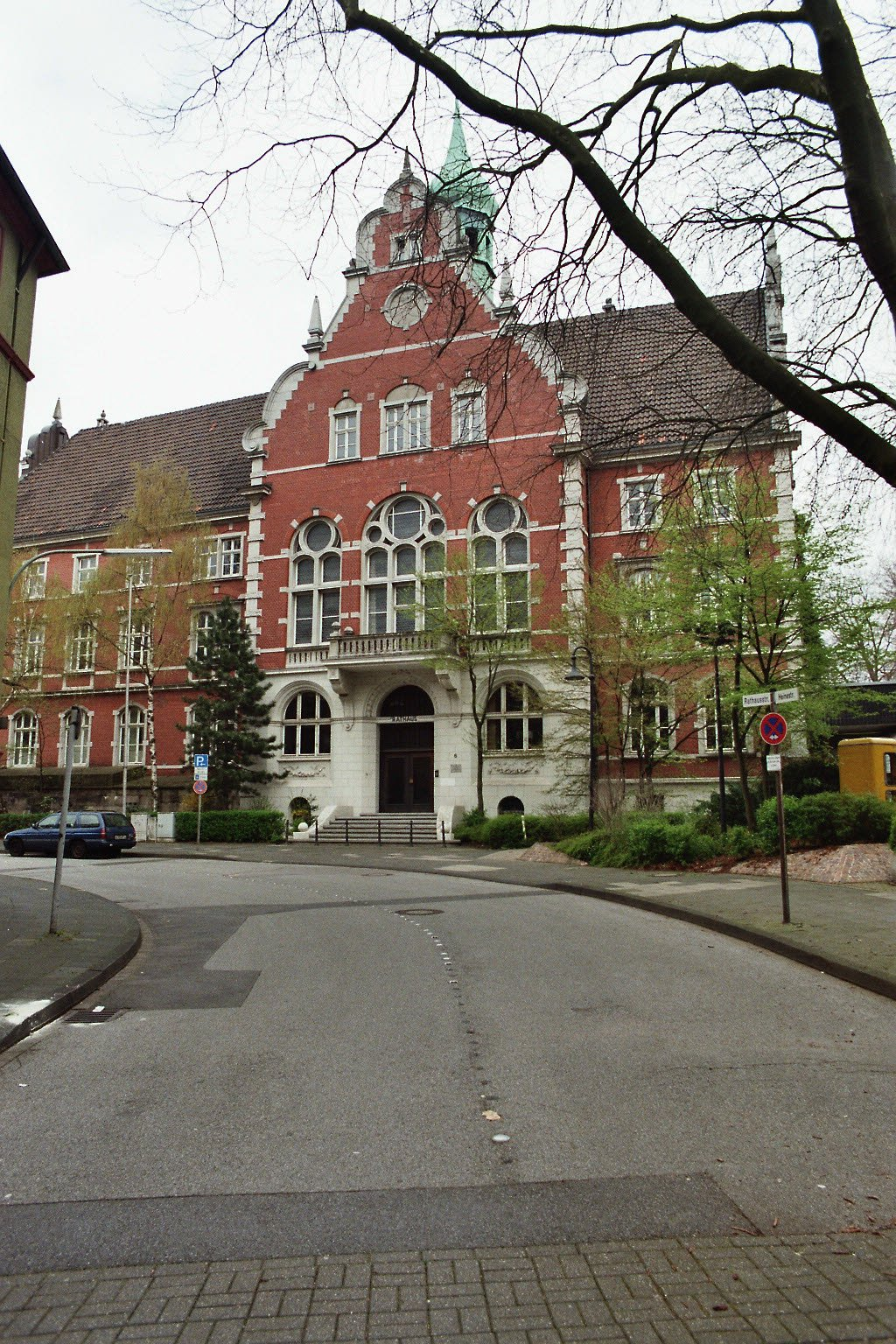
Здание городской ратуши

Наиболее древней частью Ванне-Айккеля является его южная часть, Айккель, где в начале XIV была построена первая церковь. Другим старинным районом города был Кранге, получивший в 1484 году права местечка вместе с разрешением проводить конные ярмарки. Крупнейшее поселение на севере нынешнего города носило название Бикерн. В августе 1875 года все эти три района, вместе с местечками Хольстерхаузен и Рёлингхаузен были объединены в управление (амт) Ванне округа Бохум.
В 1847 году через нынешний Ванне-Айккель была проложена первая железная дорога, линия Кёльн-Минден. Вокзал Ванне-Айкеля вскоре превратился в крупнейший железнодорожный узел центрального Рура. После ряда административных изменений в конце XIX века (например, введения амта Ванне в состав округа Гельзенкирхен в 1885 году и раздела амта Ванне на амты Ванне и Айккель в 1891), 1 апреля оба амта Ванне и Айккель были объединены в город Ванне-Айккель с населением в 90 тысяч человек. В годы Второй мировой войны Ванне-Айккель выполнял важные стратегические задачи, будучи благодаря своему значению крупнейшего железнодорожного узла промышленной зоны Рура незаменимым при снабжении немецких войск, воевавших на Западном фронте. В южной части Ванне-Айккеля также находились крупные производства по выработке синтетического бензина. В связи с этим город подвергался постоянным налётам англо-американской авиации и был сильно разрушен.
После окончания Второй мировой войны население Ванне-Айккеля росло столь быстрыми темпами, что в 1955 году он получает статус «крупного города» (Großstadt). 1 января 1975 года, в результате проводимой административно-территориальной реформы и с тем, чтобы избежать поглощения более крупным городом Бохум, городской совет Ванне-Айккеля одобрил его объединение с равным по величине Херне в новый город Херне. Однако и вплоть до настоящего времени в обиходе жители его называют себя ванне-айккельцами, и у населения на территории Ванне и Айккеля сохраняется прежнее самосознание живущих в Ванне-Айккеле.